# Autokinitoviomihania Ellados

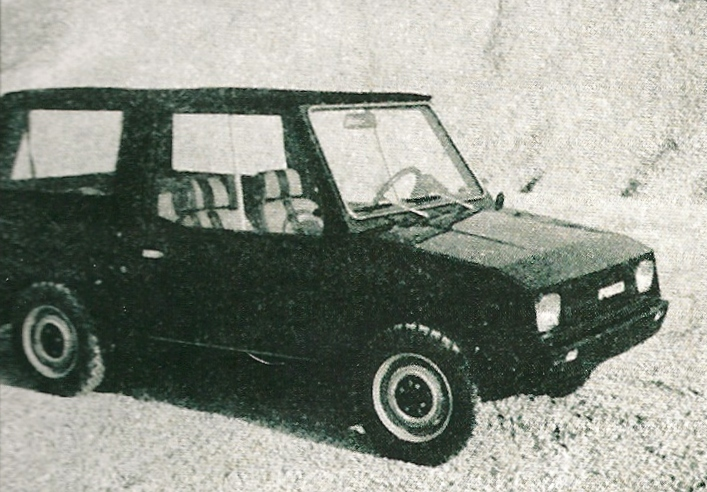
A. Ellados Poker 126

Autokinitoviomihania Ellados war ein griechischer Hersteller von Automobilen.

## Unternehmensgeschichte
Das Unternehmen wurde 1975 in Athen gegründet. Zu den Gründern zählte der griechische Fiat-Importeur. Im gleichen Jahr begann die Produktion von Automobilen. Der Markenname lautete A. Ellados. 1978 entstand eine neue Fabrikanlage in Thiva. 1984 sorgte eine Gesetzesänderung für einen Zusammenbruch des Marktes. Daraufhin endete die Produktion nach 6620 hergestellten Fahrzeugen. Automeccanica übernahm 1988 die Produktionsanlagen.

## Fahrzeuge
Das erste Modell war als Mini Jeep Scout 127 angekündigt. In der Serienfertigung erhielt das Modell den Markennamen Fiat und hieß zunächst Scout 127, später Amico 127. Dies war ein offenes Freizeitauto auf Basis des Fiat 127, nach einer Lizenz von Fissore (Fissore Scout). Mit 6021 produzierten Exemplaren war dieses Modell ein großer Erfolg.
1978 ergänzte das Modell Poker 126 das Angebot. Dieses Freizeitauto basierte auf dem Fiat 126. Lediglich 253 Exemplare entstanden.
Außerdem wurden einige Fiat-Modelle wie der Fiat 238 und der Fiat 900 T montiert.